# 榆木站
榆木站（日语：／ Niregi eki */?）是日本栃木縣鹿沼市楡木町的東武鐵道日光線車站。車站編號TN 16。

## 歷史
- 1929年（昭和4年）4月1日 - 開業。
- 1973年（昭和48年）9月1日 - 車站無人化（開始簡易委託）。
- 2012年（平成24年）3月17日 - 導入車站編號TN 16。

## 車站構造
本站是島式月台1面2線的地面車站。站房在線路，有天橋通往淺草側月台。站前有榆木站開設紀念碑。

### 月台配置
| 月台 | 路線   | 方向 | 目的地                                                           |
| ---- | ------ | ---- | ---------------------------------------------------------------- |
| 1    | 日光線 | 上行 | 新栃木、東武動物公園、 東武晴空塔線 北千住、東京晴空塔、淺草方向 |
| 2    | 日光線 | 下行 | 下今市、東武日光、 鬼怒川線 鬼怒川溫泉方向                       |

- 上述路線名使用旅客資訊上的名稱（「東武晴空塔線」為愛稱）。

## 使用情況
2017年度1日平均上下車人次為251人。
近年1日平均上下車人次變化如下。
| 年度               | 1日平均 上下車人次 |
| ------------------ | ------------------ |
| 2000年（平成12年） | 391                |
| 2001年（平成13年） | 362                |
| 2002年（平成14年） | 341                |
| 2003年（平成15年） | 326                |
| 2004年（平成16年） | 321                |
| 2005年（平成17年） | 323                |
| 2006年（平成18年） | 311                |
| 2007年（平成19年） | 264                |
| 2008年（平成20年） | 267                |
| 2009年（平成21年） | 269                |
| 2010年（平成22年） | 246                |
| 2011年（平成23年） | 231                |
| 2012年（平成24年） | 234                |
| 2013年（平成25年） | 239                |
| 2014年（平成26年） | 237                |
| 2015年（平成27年） | 218                |
| 2016年（平成28年） | 244                |
| 2017年（平成29年） | 251                |

## 車站周邊
- 鹿沼市役所南押原社區中心
- 楡木郵便局
- 鹿沼72鄉村俱樂部
- 國道293號（日语：国道293号）（通稱日光例幣使街道）
- 國道352號
- 栃木縣道6號宇都宮楡木線（日语：栃木県道6号宇都宮楡木線）（通稱榆木街道）
- 栃木縣道127號榆木停車場線（日语：栃木県道127号楡木停車場線）
- 黑川（日语：黒川 (利根川水系)）
- 千葉省三紀念館

## 巴士路線

### 楡木站前巴士站
車站出口往東約150m的縣道楡木停車場線上。
- 鹿沼市民巴士（日语：鹿沼市民バス） 南押原線
  - 往榆木車庫
  - 經大門宿、東武新鹿沼站、上都賀醫院往JR鹿沼站

### 楡木站入口巴士站
距離車站出口約650m，國道293號（例幣使街道）上。
- 關東自動車（日语：関東自動車 (栃木県)）
  - [41] 往榆木車庫
  - [01] 經深津、六道、東武站前往JR宇都宮站
  - [01] 經運轉免許中心（日语：栃木県運転免許センター）、深津、六道、東武站前往JR宇都宮站

## 相鄰車站
東武鐵道
 日光線
■急行
通過
■區間急行、■普通
東武金崎（TN 15）－楡木（TN 16）－樅山（TN 17）

## 外部連結
- 榆木（車站資訊） - 東武鐵道